# Anna Katharina Bernreitner
Anna Katharina Bernreitner (* 9. März 1986 in Amstetten), kurz auch Anna Bernreitner genannt, ist eine österreichische Opernregisseurin und Opernproduzentin.

## Leben
Bernreitner wuchs in Waidhofen an der Ybbs auf und besuchte dort das Gymnasium. Von 2006 bis 2010 studierte sie Musiktheaterregie an der Universität für Musik und darstellende Kunst Wien. Sie arbeitete als Regieassistentin mit Claus Guth, Barrie Kosky, Frank Hilbrich, Nadja Loschky, Jetske Mijnssen, Bernd Mottl und Reto Nickler zusammen.
Im Sommer 2011 gründete Bernreitner die Künstlergruppe Oper rund um und begann, an verschiedenen ausgefallenen Schauplätzen Opern zu inszenieren.
Bernreitner kreiert auch Stationentheater für Opernhäuser und inszeniert Kinder- und Jugendtheaterproduktionen.
Anna Katharina Bernreitner lebt in Wien, ist verheiratet und Mutter zweier Kinder.

## Inszenierungen
- 2011: Doktor und Apotheker
- 2012: Die scheinbare Gärtnerin – La finta giardiniera
- 2013: Der Liebestrank – L’elisir d’amore
- 2014: Der Barbier von Sevilla – Il barbiere di Siviglia
- 2015: La Bohème
- 2015: Die Fledermaus
- 2016: Der Bajazzo – Pagliacci
- 2016: Don Pasquale
- 2016: Wir pfeifen auf die Langeweile
- 2017: Hänsel und Gretel
- 2017: Rettet Pamina
- 2017: Wir befreien Eurydike
- 2017: Don Giovanni
- 2018: Die Entführung aus dem Serail
- 2018: Pique Dame, Operncamp bei den Salzburger Festspielen
- 2018: Prinzessin LiebdieLiebe
- 2018: Die Pantöffelchen[3]
- 2019: Papagena jagt die Fledermaus
- 2019: Die Hochzeit des Figaro
- 2020: Die Geschichte von Valemon
- 2020: Prinzessin LiebdieLiebe
- 2020: Orpheus in der Unterwelt
- 2021: Figaro und die Detektiv*innen
- 2021: Hoffmanns Erzählungen
- 2021: Proserpina
- 2021: La Flûte enchantée

## Auszeichnungen
- 2017: Niederösterreichischer Kulturpreis – Anerkennungspreis in der Sparte „darstellende Kunst“[4]
- 2019: Österreichischer Musiktheaterpreis – Bernreitners Die Entführung aus dem Serail  erhält den Offtheaterpreis.[5]
- 2021: Götz-Friedrich-Preis für ihre Inszenierung von Wolfgang Rihms Proserpina an der Neuen Oper Wien[6]